# نشان ملی سنگاپور

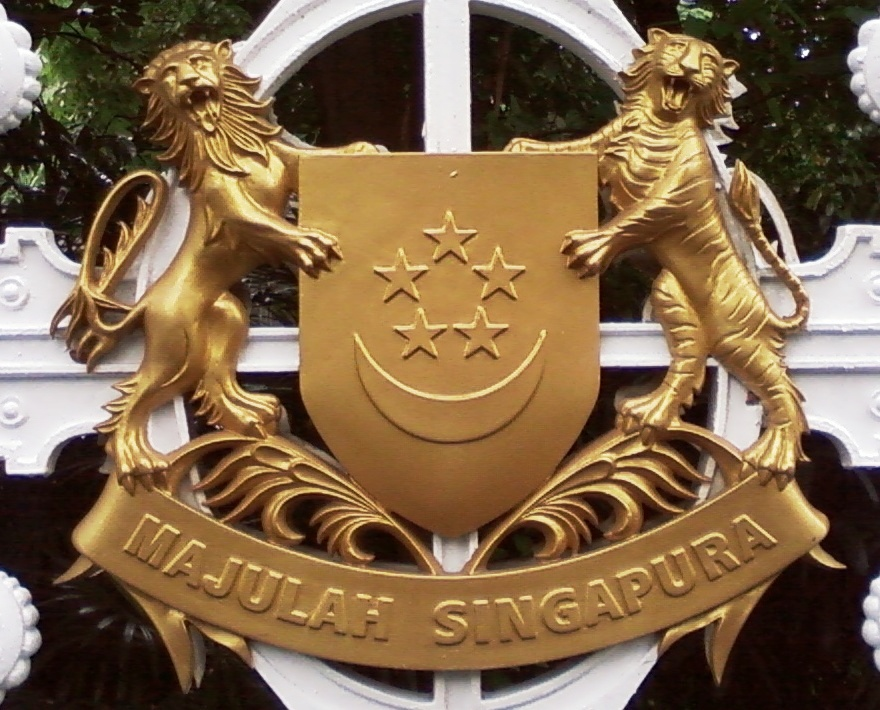
نشان ملی سنگاپور بر سردر محل اقامت رئیس‌جمهور سنگاپور

طرح نشان ملی سنگاپور مربوط به سال ۱۹۵۹ پس از استقلال سنگاپور از امپراتوری بریتانیا در دوران نخست‌وزیری لی کوآن یو است. انجمنی که این نشان را برگزید زیر نظر نمایندهٔ نخست‌وزیر بود که در آن دوران مسئول پرچم و سرود ملی سنگاپور نیز بود. این نشان قرار بود جایگزین نشان پادشاهی بریتانیای کبیر شود.
علامت ماه نو در وسط سپر قرمز به معنی جوان بودن دولت آنها است و ستاره‌های سفید نشانهٔ چندفرهنگی بودن این منطقه است و آرمان‌های حکومت تازه را دربردارد که عبارتند از: مردم سالاری، صلح، پیشرفت، عدالت و برابری. ببر مالایایی و شیر آسیایی نیز به ترتیب نشانهٔ مالزی و سنگاپور است.
این نشان بر روی دلار سنگاپور، نشان‌های ملی و جلد گذرنامهٔ این کشور دیده می‌شود.